# Nécropole des chevaux des tsars

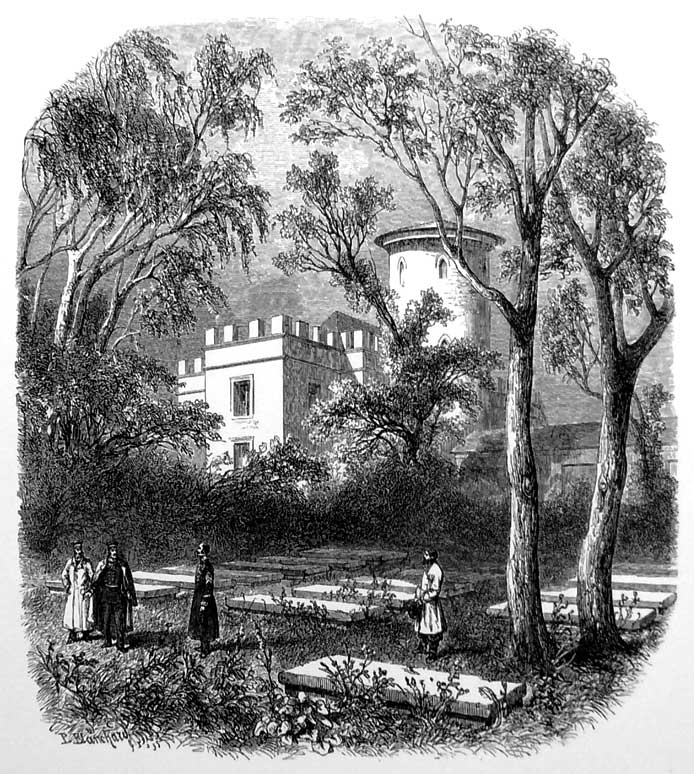
Gravure du XIXe siècle

La nécropole des chevaux ou nécropole de l'hôtel impérial des chevaux invalides est située à Tsarskoïe Selo (Ца́рское Село́, mot à mot Царское des tsars et Село localité, village, aujourd'hui Pouchkine, située 25 km au sud de Saint-Petersbourg), dans le parc Alexandre. La même ville abrite la copie de la chambre d'ambre au sein du complexe historique Tsarskoye Selo State Museum Preserve. 
Erigé sur ordre du  tsar de Russie Nicolas Ier par l'architecte écossais Adam Menelas, le site abritait l'« hôtel impérial des chevaux invalides », une écurie destinée à accueillir les chevaux ayant servi la famille des tsars afin de leur permettre d'y passer paisiblement la fin de leur vie. Ses premiers pensionnaires furent les huit chevaux d'Alexandre Ier. Inaugurée en 1826, elle a été abandonnée après la Révolution russe, saccagée par les nazis. 
Une dalle de marbre marquait l'emplacement de la dépouille de chaque étalon ou jument en indiquant sa date de naissance, de décès, ses exploits ou faits marquants, ainsi que le nom de son propriétaire. En 1917, cent vingt sépultures y étaient dénombrées.
Les ruines de cette nécropole et de l'écurie attenante furent « redécouvertes » en 1988 par l'éditeur et homme de cheval français Jean-Louis Gouraud. Un projet de restauration et de creation d'un musée soutenu par  Ivan Saoutov, directeur des parcs et palais de Tsarskoïe Selo, et Bartabas fut mis à l'étude. Le site n'a malheureusement pas encore pu être restauré, mais au moins a-t-il été préservé du projet de raser purement et simplement cet emplacement. Si la végétation a été taillée, toutes les plaques tombales ont été enlevées, il n'en reste plus que les bases.

## Quelques-uns des chevaux reposant dans la nécropole
- Viouta († 1834), jument ayant appartenu à Nicolas Ier
- Hamlet († 1839), hongre à robe noir propriété de Nicolas Ier
- Poltava, jument ayant appartenu à Nicolas Ier
- Lord († 1915), cheval ayant appartenu à Alexandre III
- Aoul († 1915), cheval ayant également appartenu à Alexandre III.

Les chevaux d'Alexandre II et de Nicolas II furent également inhumés dans ce cimetière.

## Illustrations

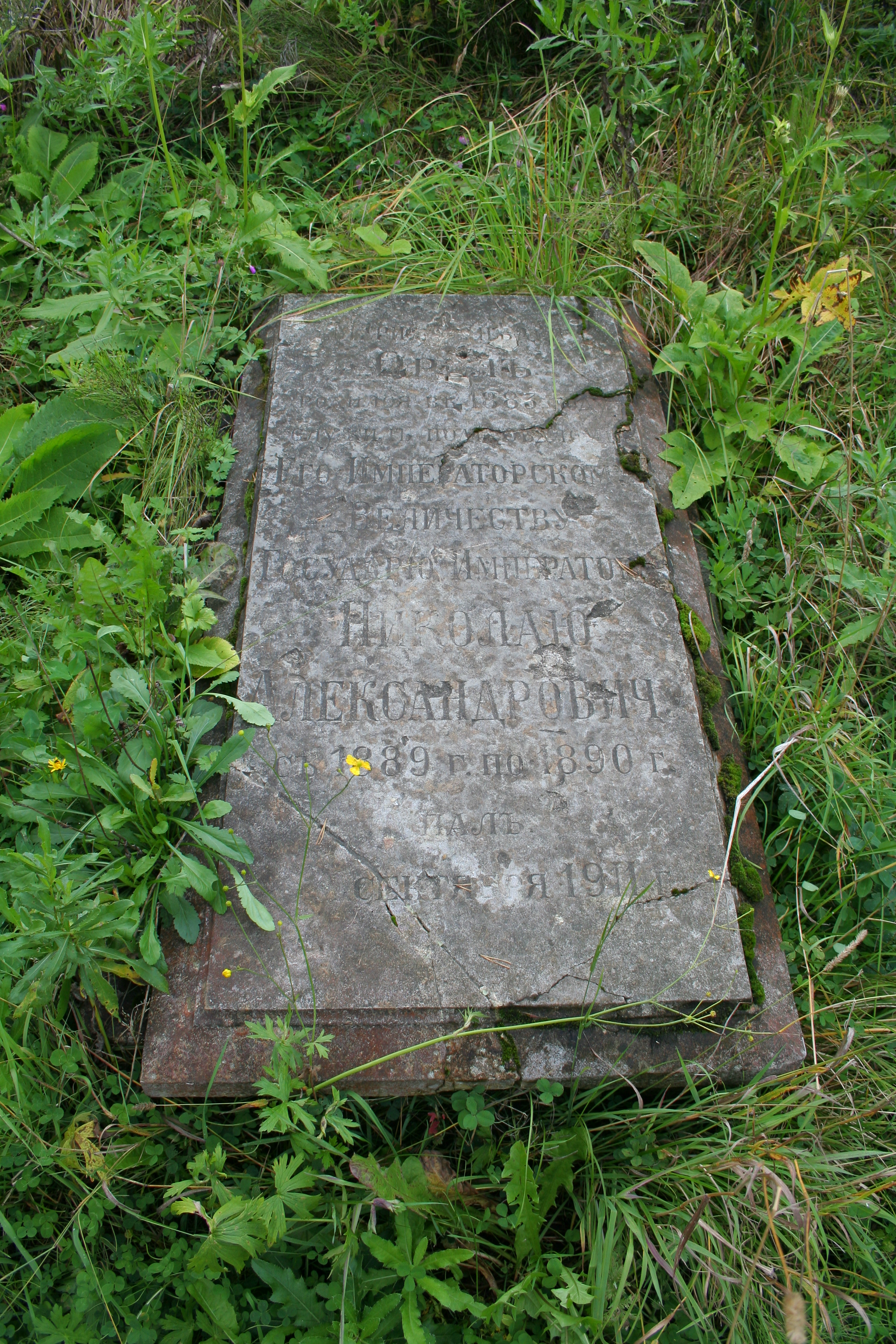
Tombe d'un cheval (1889-1911) ayant appartenu à Alexandre III
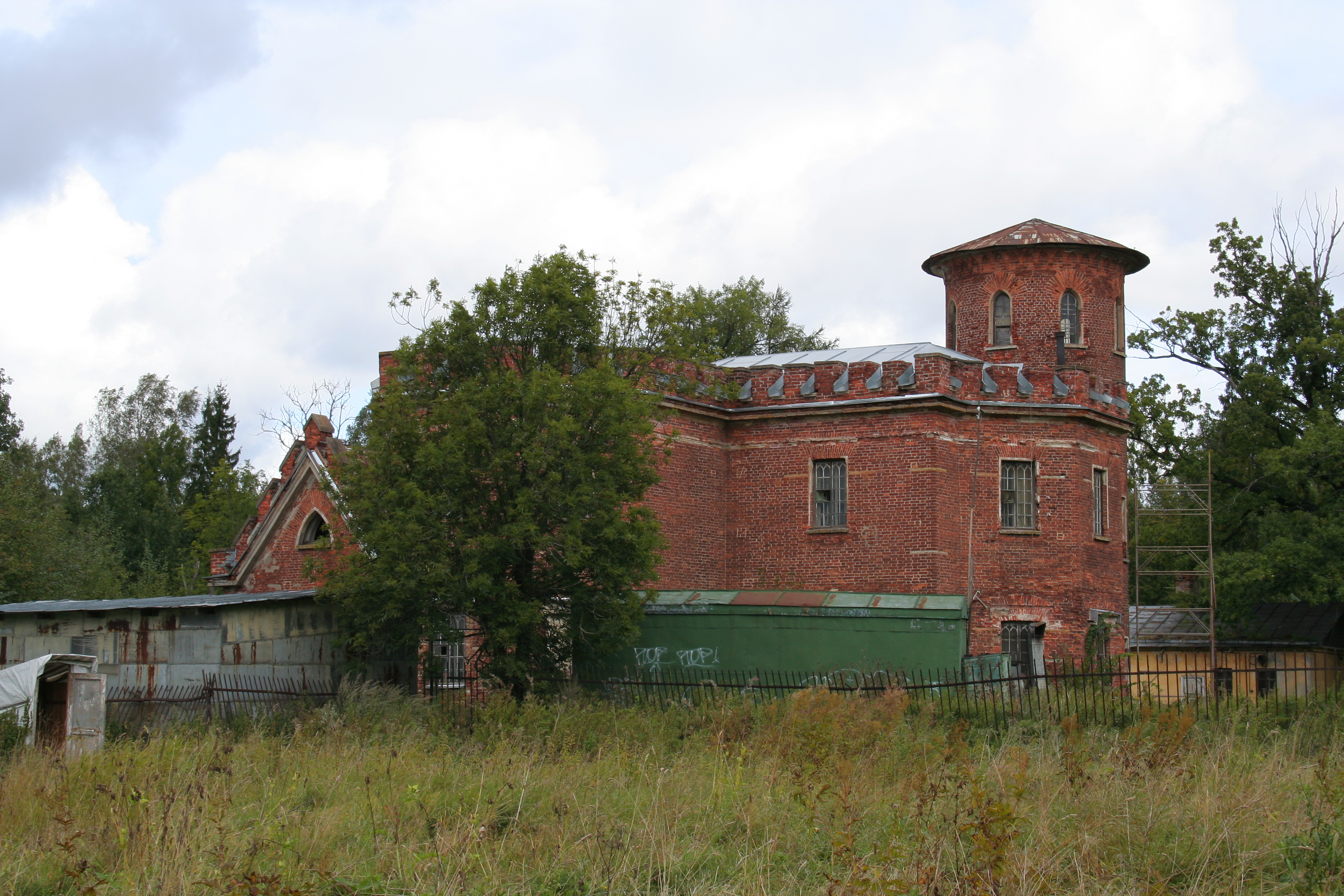
Vue des anciennes écuries
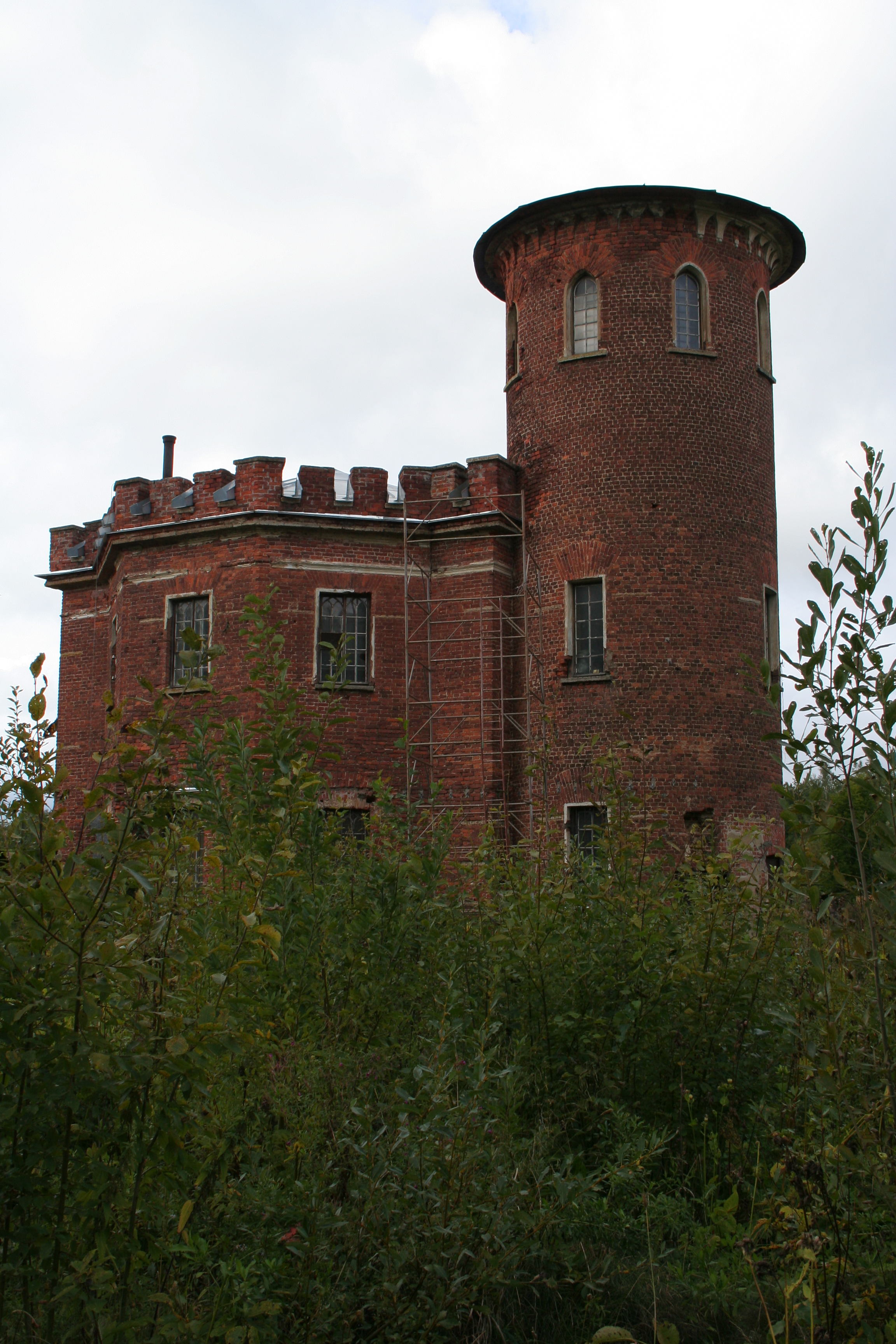
Vue de la tour des anciennes écuries (hôtel impérial des chevaux invalides)